# Law and Order (film, 1932)
Pour les articles homonymes, voir Law and Order.
Pour plus de détails, voir Fiche technique et Distribution.
Law and Order est un film américain réalisé par Edward L. Cahn, sorti en 1932.

## Synopsis
Fin du XIXe siècle. À la recherche d'une lucrative partie de poker, Frame Johnson, célèbre pour avoir « nettoyé » le Kansas, débarque à Tombstone (Arizona). Des habitants lui demandent alors de rétablir l'ordre dans une cité terrorisée par le clan Northrup et un shérif corrompu. Après un premier refus, Frame Johnson accepte le défi. L'une des premières traductions à l'écran de l'illustre bataille de l'O.K. Corral.

## Fiche technique
- Titre : Law and Order
- Réalisation : Edward L. Cahn
- Scénario : Tom Reed, Richard Schayer, John Huston, d'après le roman Saint Johnson de William R. Burnett
- Photographie : Jackson Rose
- Montage : Philip Cahn, Maurice Pivar
- Musique : David Broekman, David Klatzkin
- Producteur : Carl Laemmle Jr.
- Sociétés de production : Universal Pictures
- Pays de production : États-Unis
- Format : Noir et blanc — 35 mm — 1,37:1 — Son : Mono
- Genre : Western
- Durée : 74 min.
- Date de sortie : 1932

## Distribution
- Walter Huston : Frame "Saint" Johnson
- Harry Carey : Brandt
- Russell Hopton : Luther Johnson
- Raymond Hatton : Deadwood
- Ralph Ince : Poe Northrup
- Harry Wood : Walt Northrup
- Richard Alexander : Kurt Northrup
- Russell Simpson : le juge R.W. Williams
- Andy Devine : Johnny Kinsman

## Autour du film
- Law and Order est la transposition d'un épisode légendaire de la Conquête de l'Ouest. Il sera repris ensuite dans de nombreux autres films. Le scénario est adapté de Saint Johnson, roman de l'écrivain William R. Burnett, dont la traduction française a été publiée dans la collection « L'Ouest, le vrai », dirigée par Bertrand Tavernier chez Actes Sud. Le futur réalisateur John Huston accomplit ici son premier travail à Hollywood en tant qu'adaptateur et dialoguiste. C'est aussi lui qui conseilla au studio de racheter les droits du livre écrit par Burnett. « C'était un western très conventionnel, mais avec quelque chose en plus : de l'humour et un sens précis de l'époque », dira John Huston[1]. Selon Jacques Lourcelles, « c'est une sorte de documentaire aigu et violent, mêlé d'une ironie assez noire, où l'on voit l'idée de justice se frayer difficilement un chemin à travers des amoncellements de cadavres. »[2] Exemple : on assiste effectivement à une séquence paradoxale où Frame Johnson (Walter Huston) sauve un homme d'un lynchage afin de le faire pendre légalement.
- Le roman de Burnett est de nouveau adapté au cinéma par Nathan Juran et Inez Cocke en 1953. Le film conserve sa nomination originale (Law and Order), mais il est distribué en France sous le titre Quand la poudre parle. Le film est en couleurs et comporte des rôles féminins non négligeables (Jeannie et Maria jouées respectivement par Dorothy Malone et Ruth Hampton). C'est Ronald Reagan qui incarne Frame Johnson.